# الاتصالات السلكية واللاسلكية في بوتان
الاتصالات السلكية واللاسلكية في بوتان تتضمن الهواتف، والراديو، والتلفاز، والإنترنت.

## الهواتف
- الخطوط الرئيسية: 27,900 خط مستخدم، في المرتبة 179 على العالم (2012).
- الخطوط الخلوية: 560,000 خط، في المرتبة 165 على العالم (2012).
- أنظمة الهواتف:
- التقييم العام: المدن الحضارية ومقرات المناطق لديها خدمات التواصل السلكي واللاسلكي.
- محلياً: الكثافة عن بعد جداً منخفضة، والخدمات المحلية ضعيفة خاصةً في المناطق القروية والخطوط الخلوية التي أنشئت في 2003 أصبحت الآن متوفرة على نطاق واسع (2012).
- دوليا: خدمات الهاتف والتلغراف الدولية عبر الخطوط الأرضية وبثوث الميكروويف تأتي من الهند.
- محطات الأقمار الصناعية الأرضية: واحدة وهي لأنتل سات.
- رمز الاتصال الدولي: بوتان +975، فنتشولينغ (0)1، تيمفو (0)2، بومثانغ (0)3، بارو (0)8.

## الإذاعة والتلفاز
- أولى محطات الإذاعة، راديو ان واي أي بي (NYAB)، أُطلقت بشكل خاص في عام 1973 وهي الآن مملوكة من الولاية (2012).
- وهنالك خمس محطات إذاعة خاصة تبث الآن (2012).
- الراديو: وكان يوجد 37,000 راديو في عام (1997)
- وأطلقت خدمة بث في بوتان (Bhutan Broadcasting Service) البث التلفازي في يونيو من عام 1999 حين تم تقنين التلفاز وهي من آخر الدول في ذلك.
- وخدمة تلفاز الكيبل تقدم 12 قناة هندية وأخرى دولية.
- التلفزيونات: 11,000 في عام (1999).

## الإنترنت
- نطاق المستوى الأعلى: .bt
- مضيفين الإنترنت: 14,590 مضيف، في المرتبة 126 على العالم (2012).
- عنوان آي بي في4: 23,552 عنوان محدد، 32.9 عنوان لكل 1000 فرد (2012).
- مستخدمي الإنترنت: 182,338 مستخدم، في المرتبة 155 على العالم؛ وهو ما يعادل 25.4% من عدد السكان، في المرتبة 137 على العالم (2012).
- البرودباند الثابت: 16,015 اشتراك في المرتبة 135 على العالم؛ ما يعادل 2.2% من عدد السكان في المرتبة 124 على العالم (2012).[2]
- البرودباند المتنقل أو الخلوي: 17,851 اشتراك، في المرتبة 133 على العالم؛ ما يعادل 2.5% من عدد السكان في المرتبة 122 على العالم (2012).[3]
- مزودي خدمة الإنترنت: مزود خدمة الإنترنت الرئيسي والوحيد في بوتان هو دركنيت (Druknet) المملوكة من قبل بوتان تيليكوم (Bhutan Telecom) وتزود خدمة الاتصال التيليفوني بسعر معقول.[4]
- مقاهي الإنترنت: وتتواجد في غالبية المدن الكبيرة.

## الروابط خارجية
- nic.bt ، مركز معلومات شبكة بوتان.
- www.bbs.bt ، خدمة إذاعة بوتان.